# Гарделль, Маттиас
Ханс Берти́л Ма́ттиас Га́рделл (Гарделль, швед. Hans Bertil Mattias Gardell; Пустой шаблон {{ВД-Преамбула}} ) — шведский историк религии и гражданский активист, специалист по сравнительному религиоведению, религиозному экстремизму и расизму на религиозной почве. Награждён золотой медалью Шведской королевской академии словесности за выдающие исследования в области гуманитарных наук (2003). Первый лауреат Гран-при Яна Мюрдаля — Ленинской премии (2009).

## Биография
Родился 10 августа 1959 года в коммуне Сольна лена Стокгольм в семье социального психолога Бертиля Гарделля. Младший брат — Юнас Гарделль, младшая сестра — журналист и режиссёр-документалист Стина Гарделль.
В 1984 году окончил Стокгольмский университет, где изучал антропологию и историю религий.
В 1995 году получил доктора философии по истории религии, защитив на кафедре сравнительного религиоведения Стокгольмского университета диссертацию по теме «Обратный отсчёт до Армагеддона: священнослужитель Фаррахан и „Нация ислама“ в конце времён» (англ. Countdownto Armageddon: Minister Farrakhan and the Nation of Islam in the Latter Days).
С 2003 года — доцент гуманитарных наук по истории религий Стокгольмского университета.
С 2006 года — профессор сравнительного религиоведения имени Натана Сёденблума и заведующий кафедрой истории религий теологического факультета Уппсальского университета.
С 2017 года — профессор Центра междисциплинарных исследований расизма Уппсальского университета.

## Научная деятельность
Специализируется на изучении религиозного экстремизма и расизма на религиозной почве в США, включая такие группы, как «Ку-клукс-клан», «Нация ислама», фольклорные движения неоязычества (в частности, одинизма).
Являясь экспертом по исламофобии, выступал качестве свидетеля-эксперта на судебном процессе Андерса Брейвика. Кроме того, являлся соавтором раздела «Швеция» в «Отчёте о европейской исламофобии» за 2017 год, подготовленного турецким аналитическим центром SETA. Гарделл считает, что те кто устраивает акт исламистского терроризма от имени Аль-Каиды или ИГИЛ ранее «не имели никакой связи с исламом» и «не посещали ни одной мечети», вместо этого проникаясь радикальными взглядами через Интернет. А в связи с террористическим актом в Стокгольме в 2017 году высказал мнение, что СМИ уделили излишне много внимания данному происшествию на фоне насилия со стороны ультраправых.

## Гражданский активизм
По политическим взглядам является либертарным социалистом. В прошлом считал себя язычником (до 2007 года практиковал асатру/германское неоязычество) и называл себя «духовным анархистом».
Являлся одним из одиннадцати шведских активистов некоммерческой организации Ship to Gaza, участвовавших в 2010 году в плавании флотилии, пытавшейся преодолеть блокаду сектора Газа Израилем. 31 мая он находился на борту пассажирского судна MV Mavi Marmara вместе со своей супругой, когда военно-морские силы Армия обороны Израиля приняли участие в конфликте. 3 июня Гарделла, его супругу и других шведских участников депортировали из Израиля на родину. В связи со случившимся в интервью Svenska Dagbladet Гарделл заявил следующее: «Мы — жертвы массированного военного нападения... Подобное нельзя расценить иначе, как пиратство». Кроме того, он заявил, что солдаты поднялись на борт корабля вооружёнными до зубов и с лазерными прицелами, а во время проведениям самой операции, по меньшей мере, четверо людей были казнены без суда и следствия.

## Личная жизнь
Женат на историке идей Эдде Манге, в браке с которой имеет девять детей — Лайнус, Эмма, Моа, Ида, София, Стефан, Ким, Аманда и Ина.

## Награды
- Золотая медаль Шведской королевской академии словесности за выдающие исследования в области гуманитарных наук (2003).
- Гран-при Яна Мюрдаля — Ленинская премия (2009)[1][2]

## Научные труды

### Монографии
- Gardell, Matthias. Gods of the Blood: The Pagan Revival and White Separatism[англ.] (англ.). — Durham and London: Duke University Press, 2003. — 445 p. — ISBN 978-0-8223-3071-4.
- Gardell M. Bin Laden i våre hjerter: Globaliseringen og fremveksten av politisk islam. 2007.
- Gardell M. Globalisering, sekularisering och religionernas återkomst. Religion och existens. 2007.
- Gardell M. Oseriös larmrapport om Rosengård. — Svenska Dagbladet, 2009.
- Gardell M. Islamofobi. 2010.
- Gardell M. Tortyrens återkomst[швед.]. 2010.
- Gardell M. The roots of Breivik's ideology: where does the romantic male warrior ideal come from today? 2011.
- Gardell M. Vilka är kontrajihadisterna?. 2012.
- Gardell M. Islamofobin måste tas på stort allvar. 2012.
- Gardell M. Sweden's Dirty Little Secret: The illegal databases of Romani people. 2013.
- Gardell M. Raskrigaren: Seriemördaren Peter Mangs. 2015.

### Статьи
- Gardell M. Vargavinter i Vinland: Rasmystik, identitetspolitik och modern asatro i Förenta staterna. // Myter om det nordiska : mellan romantik och politik. / Catharina Raudvere (editor). — Lund: Nordic Academic Press, 2001.
- Gardell M. Black and White Religious Nationalism. // The Cultic Milieu. — AltaMira Press, 2002.
- Gardell M. White Power // Encyclopedia of Race and Ethnic Studies. — Oxford University Press, 2003.
- Gardell M. White Racist Religions: From Christian Identity to Wolf Age Pagans. // Controversial New Religions. — New York & London: Oxford University Press, 2005.
- Gardell M. Rasstaten och dess försvarare:: om vithet, nationalsocialism och vitmaktkultur i Förenta staterna. // Brunt!: Nationalistisk och nazistisk mobilisering i vår närmaste omvärld under efterkrigstiden, 2007.
- Gardell M. No justice, no peace. // Salam: Om krig, fred och islam Malmö: Arena i samarbete med Sensus studieförbund och Ibn Rushd studieförbund. 2007.
- Gardell M. Tortyrens återkomst: Disciplinering och suveränitet under globalsamhällets konstituering. // Postpolitik: Farväl till människan Stockholm: Tankekraft. 2008.
- Gardell M. Att offra livet på frihetens altare: om självmordsattentat och patriotiska hjältar. // Motstånd, Mona Lilja & Stellan Vinthagen (editor). — Malmö: Liber, 2009. — 97-126.
- Gardell M. Islam och idén om Europa. // Håller Europa?: En antologi om identiteter, mångkultur och religiositet, Eva Lindqvist Hotz (editor). — Stockholm: Cordia (Verbum förlag ab), 2009. — 28-42.
- Gardell M. Terror in the Norwegian Woods: Europe's the New Anti-Muslim Far Right. // Overland. —  2011. — 205. — 4-11.
- Gardell M. "Every Man and Woman is God's Caliph": The Rise of the Islamic Democratic Mainstream. // Fundamentalism in the Modern World: Fundamentalism, Politics and History: The State, Globalisation and Political Ideologies, Ulrika Mårtensson (editor). — London & New York: I.B. Taurus, 2011. — 240-265.
- Gardell M. Den gröna faran:: islamofobi, kunskapsregimer och värdet av kritisk forskning. Perspektiv på islam: en vänbok till Christer HedinSusanne Olsson & Simon Sorgenfrei (editor). —  Stockholm: Dialogos, 2011.
- Gardell M. Folkhemsislamism: islamdemokrati som biopolitisk maktordning. Islam och politik, Göran Larsson, Susanne Olsson (editor). — Lund: Studentlitteratur, 2011. — 173-185.
- Gardell M. Counter Jihadism, Political Violence and Leaderless Resistance: Lone Wolves in the New Radical Right. Lone Wolves in the New Radical Right, 2012.
- Gardell M. Antifeminism, kulturrasism och begäret efter renhet. // Att störa homogenitet / Anna Furumark (editor). — Stockholm: Atlas, 2013.
- Gardell M. Rättegången mot Anders Behring Breivik: Introduktion. // Det vita fältet. Forskning om högerextremism Arkiv förlag & tidskrift. 2013.
- Gardell M. Vita fältet special: Rättegången mot Anders Behring Breivik. Epilog. // Det vita fältet. Forskning om högerextremism. — Lund: Aarhus Universitetsforlag. 2013.
- Gardell M. The Choreography of Life and Death. // The search for humanity as a political subject beyond victim and terrorist. Weaving Politics / Cristina Caprioli (editor). 2013.
- Gardell M., Granér A. Någonting är ruttet i Sverige: Brevväxling mellan Mattias Gardell och Sara Granér. // Någonting är ruttet i Sverige: Om sakernas tillstånd & vad de kunde vara, Chirstoph Emanuelle Fielder & Maria Sveland (editor). — Stockholm: ETC Förlag. — 2014. — 1-183.
- Gardell M. Crusader Dreams: Oslo 22/7, Islamophobia, and the Quest for a Monocultural Europe. // Terrorism and Political Violence. — 2014. — 26(1): 129-155.
- Gardell M. So Costly a Sacrifice on the Altar of Freedom: Human Bombs, Suicide Attacks, and Patriotic Heroes. // Journal of Religion and Violence[англ.]. — 2014. — 2(1): 168-202
- Gardell M. So costly a sacrifice upon the altar of freedom: Human bombs, suicide attacks and patriotic heroes. // Sacred Suicide / James R. Lewis & Carole M. Cusack (editor). — Farnham, Surrey, UK: Ashgate. — 2014. — 151-171.
- Gardell M. Wolf Age Paganism. / Controversial New Religions / Edited by James R. Lewis & Jesper Aa. Petersen (editor). — New York, NY: Oxford University Press. 2014. 383-398.
- Gardell M. Terrormanifestet. // Rasismen i Sverige: Nyckeltexter 2010-2014, Lawen Mohtadi och Devrim Mavi (editor). — Stockholm: Natur och kultur. — 2014. — 98-104
- Gardell M. What’s Love Got To Do With It?: Ultranationalism, Islamophobia and Hate Crime in Sweden. // Journal of Religion and Violence[англ.]. — 2015. — 3(1).